# Línea 21 (EMT Madrid)
La línea 21 de la EMT de Madrid une el paseo del Pintor Rosales con el barrio de El Salvador, en el distrito de San Blas-Canillejas.

## Características
La línea comunica el eje de los bulevares (Alberto Aguilera, Carranza, Sagasta y Génova) con el corazón del distrito de Salamanca y la Plaza de Toros de las Ventas, así como con el corazón del barrio de la Concepción y toca la parte oeste del barrio de El Salvador, puesto que la calle General Aranaz, donde la línea tiene su cabecera, es uno de los límites del barrio.
El 19 de febrero de 1968 se suprimió la línea periférica P-3, al acabarse su concesión, esta línea de autobús 21 absorbió su recorrido entre Felipe II - Arturo Soria (López Aranda).
Durante los años 1990 sufrió varias modificaciones en su recorrido, destacando los cambios de recorrido en ambos sentidos por el barrio de Guindalera, pasando a recorrer la calle Roberto Domingo (paralela a la M-30) en vez de circular por calles interiores de la parte sur de este barrio y cambios derivados de la reordenación de la circulación en el Barrio de la Concepción.

### Frecuencias
| Lunes a viernes laborables |               |
| De 6:00 a 8:00             | 5-10 minutos  |
| De 8:00 a 21:00            | 5-8 minutos   |
| De 21:00 a 23:00           | 7-15 minutos  |
| Sábados laborables         |               |
| De 6:00 a 10:00            | 8-25 minutos  |
| De 10:00 a 22:00           | 7-11 minutos  |
| De 22:00 a 23:00           | 10-18 minutos |
| Domingos y festivos        |               |
| De 7:00 a 10:00            | 10-25 minutos |
| De 10:00 a 21:00           | 10-12 minutos |
| De 21:00 a 23:00           | 10-20 minutos |

## Recorrido y paradas

### Sentido Barrio de El Salvador
La línea inicia su recorrido en el Paseo del Pintor Rosales, desde el cual toma la calle Marqués de Urquijo girando a la izquierda. Recorre esta calle entera así como su continuación natural, el eje de los bulevares, las calles Alberto Aguilera, Carranza, Sagasta y Génova, llegando al final a la Plaza de Colón.
En la plaza continúa de frente por la calle de Goya, por la que sube hasta la intersección con la calle de Alcalá, girando a la izquierda para circular por la misma hacia la periferia de la ciudad.
La línea recorre la calle de Alcalá hasta llegar a la Plaza de Toros de Las Ventas, donde gira a la izquierda para circular por la Avenida de los Toreros. Desde esta avenida gira a la derecha para incorporarse a la calle Roberto Domingo, que recorre entera girando al final a la derecha por la Avenida Donostiarra, que también recorre entera pasando sobre la M-30 este.
Llegando al final de esta avenida, en la plaza de José Banús, sale por la calle Virgen de Lluc, que recorre hasta la intersección con la calle Virgen del Sagrario, donde gira a la izquierda para incorporarse a esta última, que recorre hasta girar a la derecha por la calle Virgen de los Reyes, que recorre hasta la intersección con la calle Virgen de la Providencia, girando a la izquierda para circular por esta.
Al llegar al final de la calle Virgen de la Providencia, gira a la derecha por la calle Virgen del Val, que recorre hasta el final y sigue de frente por la calle Juan Pérez Zúñiga. De nuevo en la siguiente intersección gira por la calle de las Baterías y al final de esta a la izquierda por la calle Fernández Caro.
La línea recorre la calle Fernández Caro hasta que acaba en la calle Arturo Soria, girando a la izquierda para incorporarse a la misma. Circula entonces por esta calle hasta la intersección con la calle Josefa Valcárcel, por donde gira para girar de nuevo a la derecha en la siguiente intersección por la calle General Aranaz, donde está su cabecera en el número 93 de esta calle.
| Código | Parada                                  | Común con                | Conexiones con Metro    | Otros |
| ------ | --------------------------------------- | ------------------------ | ----------------------- | ----- |
| 4232   | PINTOR ROSALES                          |                          |                         |       |
| 4233   | Marqués de Urquijo-Teleférico           |                          |                         |       |
| 1217   | Marqués de Urquijo                      |                          |                         |       |
| 1219   | Argüelles                               |                          | Argüelles               |       |
| 1222   | Alberto Aguilera-Galileo                | C03                      |                         |       |
| 1223   | Metro San Bernardo                      | C03                      | San Bernardo            |       |
| 2967   | Bilbao                                  | 147 C03                  | Bilbao                  |       |
| 1227   | Sagasta                                 | 37 C03                   |                         |       |
| 1229   | Alonso Martínez                         | 37 C03                   | Alonso Martínez         |       |
| 5627   | Metro Colón                             | 37 C03                   | Colón                   |       |
| 670    | Colón                                   | 53                       | Serrano                 |       |
| 672    | Goya-Velázquez                          | 53                       | Velázquez               |       |
| 674    | Goya-Príncipe de Vergara                | 53                       |                         |       |
| 676    | Felipe II                               | 53                       | Goya                    |       |
| 678    | Alcalá-Goya                             | 146                      | Goya                    |       |
| 680    | Alcala-Hermosilla                       | 43 53 146                |                         |       |
| 682    | Alcalá-Manuel Becerra                   | 43 53 146 E5             | Manuel Becerra          |       |
| 685    | Alcalá-Parque Bomberos                  | 12 38 53 106 110 146 210 |                         |       |
| 686    | Alcalá-Bocangel                         | 12 53                    |                         |       |
| 1233   | Ventas                                  | 53                       | Ventas                  |       |
| 1234   | Puente Calero                           |                          |                         |       |
| 1236   | Avenida Donostiarra                     | 48                       |                         |       |
| 2477   | José Banús                              | 48                       |                         |       |
| 1238   | Virgen de Lluc-José Banús               |                          |                         |       |
| 1240   | Virgen de Lluc-José del Hierro          |                          |                         |       |
| 4520   | Virgen de Lluc-Argentina                |                          |                         |       |
| 1241   | José del Hierro-Polideportivo           |                          |                         |       |
| 1242   | Virgen del Sagrario-Virgen del Castañar |                          | Barrio de la Concepción |       |
| 1243   | Juan Pérez de Zúñiga-Torrelaguna        |                          |                         |       |
| 3659   | Fernández Caro-Francisco Luján          |                          |                         |       |
| 3660   | Fernández Caro-Agastia                  |                          |                         |       |
| 231    | Arturo Soria-Juan Pérez Zúñiga          | 70                       |                         |       |
| 5153   | Arturo Soria-Pilar Cavero               |                          |                         |       |
| 229    | Arturo Soria-Josefa Valcárcel           | 70 114                   |                         |       |
| 5040   | EL SALVADOR                             |                          |                         |       |

### Sentido Paseo del Pintor Rosales
La línea inicia su recorrido en la calle General Aranaz n.º 93 esquina José María Cavero, desde donde toma esta calle en sentido sur (el único autorizado de circulación) hasta girar a la derecha por la calle Marqués de Portugalete, que recorre entera hasta su intersección con la calle Arturo Soria, donde continúa de frente por la calle Juan Pérez Zúñiga recorriéndola entera.
Al final de esta calle gira a la izquierda por la calle Virgen de la Novena, por la que circula hasta girar a la derecha por la calle Virgen del Castañar, que recorre hasta la intersección con la calle Virgen del Sagrario, por la que circula a continuación girando a la izquierda.
Recorre la calle Virgen del Sagrario hasta la intersección con la calle José del Hierro, por la que circula después girando a la derecha. Recorre esta calle hasta que desemboca en la calle Virgen de Lluc.
A partir de aquí el recorrido es igual al de la ida en sentido contrario hasta llegar a la calle Marqués de Urquijo, donde la línea gira a la derecha por la calle Ferraz, circulando por la misma hasta girar por la calle Romero Robledo a la izquierda, llegando por esta al Paseo del Pintor Rosales, donde tiene su cabecera.
| Código | Parada                            | Común con             | Conexiones con Metro    | Otros |
| ------ | --------------------------------- | --------------------- | ----------------------- | ----- |
| 5040   | EL SALVADOR                       |                       |                         |       |
| 1250   | Marqués de Portugalete            |                       |                         |       |
| 1248   | Juan Pérez de Zúñiga-Arturo Soria |                       |                         |       |
| 1246   | Juan Pérez de Zúñiga              |                       |                         |       |
| 1244   | Virgen de la Novena               |                       |                         |       |
| 1324   | Barrio de la Concepción           |                       | Barrio de la Concepción |       |
| 767    | José del Hierro-Polideportivo     |                       |                         |       |
| 765    | Parque Calero                     |                       |                         |       |
| 1239   | Virgen del Lluc-José Banús        |                       |                         |       |
| 2478   | José Banús                        | 48                    |                         |       |
| 1237   | Avenida Donostiarra               | 48                    |                         |       |
| 1235   | Puente Calero                     |                       |                         |       |
| 757    | Ventas                            | 38 106 110 146 210    | Ventas                  |       |
| 5146   | Alcalá-Parque Bomberos            | 38 53 106 110 146 210 |                         |       |
| 684    | Manuel Becerra                    | 38 53 106 110 146 210 |                         |       |
| 683    | Alcalá-Manuel Becerra             | 43 53 146             | Manuel Becerra          |       |
| 681    | Alcalá-Hermosilla                 | 43 53 146             |                         |       |
| 679    | Alcalá-Goya                       | 43 53 146             |                         |       |
| 4521   | Felipe II                         | 53                    | Goya                    |       |
| 675    | Goya-Príncipe de Vergara          | 53                    |                         |       |
| 673    | Goya-Velázquez                    | 53                    | Velázquez               |       |
| 671    | Colón                             | 53                    | Serrano                 |       |
| 1232   | Metro Colón                       | C03                   | Colón                   |       |
| 1230   | Alonso Martínez                   | C03                   | Alonso Martínez         |       |
| 1228   | Sagasta                           | C03                   |                         |       |
| 1226   | Bilbao                            | 147 C03               | Bilbao                  |       |
| 1224   | Metro San Bernardo                | C03                   | San Bernardo            |       |
| 1325   | Alberto Aguilera-Galileo          | 002 C03               |                         |       |
| 1221   | Alberto Aguilera-Blasco de Garay  | 002 C03               |                         |       |
| 1220   | Argüelles                         |                       | Argüelles               |       |
| 1218   | Marqués de Urquijo-Teleférico     |                       |                         |       |
| 4026   | Romero Robledo                    | 62                    |                         |       |
| 4232   | PINTOR ROSALES                    |                       |                         |       |

## Galería de imágenes

Mapa zonal de la estación de San Bernardo (Madrid) con los accesos al Metro y los recorridos de los autobuses de la EMT que pasan por ella, entre los que se encuentra la línea 21.
Mapa zonal de la estación de metro de Velázquez con los recorridos de las líneas de autobuses, entre las que aparece el 21.
Mapa zonal de la estación de metro de Serrano con los recorridos de las líneas de autobuses, entre las que aparece el 21.
Mapa zonal de la estación de metro de Ventas con los recorridos de las líneas de autobuses, entre las que aparece el 21.
Mapa zonal de la estación de metro de Barrio de la Concepción con los recorridos de las líneas de autobuses, entre las que aparece el 21.